# アボミネーション (キャラクター)
アボミネーション（Abomination）、またはエミル・ブロンスキー（Emil Blonsky）は、マーベル・コミックが出版するコミック作品に登場するキャラクターである。『Tales to Astonish』第90号（1967年4月）に初登場し、ライターのスタン・リーとアーティストのギル・ケインによって創造された。アボミネーションはハルクの主な敵の1人であり、彼と同様の力を持っている。

## 発行履歴
スタン・リーは、このキャラクターの背景と外見を考える前に、他のキャラクターに当てはまらない「アボミネーション」という名前を選び、リギル・ケインに「ハルクよりも大きくて強くしてくれ」とだけ頼んだと言われている。
エミル・ブロンスキーは『Tales to Astonish』で初登場し、KGBエージェントおよびスパイとして紹介された。ブルース・バナーがハルクに変わったことと同様に、ガンマ線を故意に大量に浴びた後、アボミネーションになった。最初の登場でブロンスキーは、ハルクよりもさらに強力な、鱗状の巨大なヒューマノイドに変貌し、リーの願い通り、アボミネーションは最初の戦いでハルクを打倒した。
アボミネーションは多くのマーベルのコミック作品に登場し、無思慮で野蛮な獣から徐々に変化し、レッドハルクに殺されるものの、苦しんだ末に弱者を救う姿も見せるなど、改心したヴィランとなる。

## キャラクター経歴
エミル・ブロンスキーは、ザグレブで生まれ、KGBエージェントになり、ユーゴスラビアの工作員としてニューメキシコ州の空軍基地に潜入した。そこでは、ブルース・バナーがガンマ線を過度に浴びてハルクを殺そうとしていたが、その寸前で彼はサディアス・ロス配下のMPに身柄を確保・連行された。これを隠れて見届けたブロンスキーは、誰もいなくなったその場でガンマ線照射機のガンマ線を浴びればハルクのようなパワーを得られるかもしれないと考えると、照射機を起動。大量のガンマ線を浴びた。その結果、彼の身体は捻じ曲がり、巨大化すると、緑がかかった恐ろしいトカゲのような見た目の怪物に変身した。

## 戦力
アボミネーションは、ヒーリングファクターを含め、強さ、スタミナ、スピード、耐久性の点でハルクに酷似している。一方でハルクとは対照的に、アボミネーションは変身後も知性を保持しており、人間の姿には戻れない。また、鰓を持ち、水中で呼吸することも可能。
しかし極度の痛み、寒さ、または酸素の欠乏により、アボミネーションは長期間の仮死状態に入る可能性もあり、ハルクの2倍の能力を有するが、その強さは怒りのレベルに比例して増加/減少することは無い。
天津甕星によって強化されると、アボミネーションは以前よりも大きな巨体となり、以前は、彼は地獄の火を噴くことができるようになった。彼は2度目の復活の後、クローン化されたアボミネーションは、バナーの細胞を移植されてさらに強化された。そのため、どこでも自由にハルクを追跡する能力を持つようになった。
さらにハルクやキャプテン・マーベル、サンスポットなどの回復力が高い超人をも有毒状態にして圧倒できるように、自身のガンマ線出力を操作できる。

## 模倣キャラクター

### アボミナトリックス
“アボミナトリックス”は、フローレンス・シャープルズが変身する女性版アボミネーション。ジャスパー・キートンの貯蓄・融資会社のマネージャーでした。 彼女はジャスパー・キートンの医療施設で行われた医療実験の失敗によりアボミナトリックスとなり、シー・ハルクと戦った。

### ティーン・アボミネーション
“ティーン・アボミネーション”は、ガンマ線を浴びて10代版アボミネーションになった13歳の少年。

### レジナルド・フォーティアン
『イモータル・ハルク』では、砂漠基地の指揮官であるレジナルド・フォーティアンが誤って別のバージョンのアボミネーションに変貌してしまった。

## その他のバージョン

### JLA/Avengers
『JLA/Avengers』においてのアボミネーションは、クローナに取り憑かれたヴィランの1人として登場。スーパーマンと戦って敗れる。

### アルティメット・マーベル
『アルティメット・マーベル』におけるアボミネーションは、“マスターズ・オブ・イーヴィル”の一員であり、このバージョンは、中国の科学者“チャン・ラム”博士という名前で登場する。ラム博士は、ハルクをより上回る存在の創造に取り組んでいた。彼は自分の研究が完了したと確信した時、自分自身に研究結果を施すと、恐竜のような巨人に変身した。恒久的に強化されたその姿を制御し続け、リベレーターズに仕えた。彼は無傷の知性がハルクを簡単に打ち負かすことができると信じてハルクと戦ったが、最終的には決闘で殺された。

### アボミネーションズ
アボミネーションは、『リミテッド・シリーズ』の『アボミネーションズ』にも出演しており、『フューチャー・ インパーフェクト』におけるストーリーラインからのプロットを継続している。

### ミュータントX
『ミュータントX』ユニバースでアボミネーションは ビヨンダーと対立したグループの一員として登場し、後に死亡した。

### マーベル・ゾンビーズ
ゾンビ化したアボミネーションが『マーベル・ゾンビーズ デッド・デイズ』に登場。 生き残ったヒーローとゾンビの大群との戦いの最中に、ソーが行使したムジョルニアで頭部を砕かれて死亡した。

## MCU版
マーベル・シネマティック・ユニバース（MCU）では、ティム・ロスが演じる。日本語吹替は『インクレディブル・ハルク』では、檀臣幸が、『シー・ハルク：ザ・アトーニー』では三木眞一郎が担当している。

### キャラクター像
ロシア生まれで英国育ち。初登場時点での年齢は39歳だった。海兵隊にて数々の戦績を挙げ、“最強”と評された兵士である。ニヒルな顔つきの裏で、昇級よりも現場で戦う一兵士であることを渇望し、危険な実戦に陶酔するなど非常に攻撃的で好戦的な人物である。

### アボミネーション（Abomination）
“超人血清”を過剰投与されたブロンスキーがブルース・バナー/ハルクの血液サンプルを取り込み変身した怪物。猛烈な破壊衝動を持つ筋骨隆々の大男という点ではハルクと同等だが、身長は3.7mの薄緑色の体躯で、着衣と体毛も無くなり、脊椎と胸骨が浮き出た半魚人風の意匠で、両肘から突起が突き出ており、変身後もブロンスキーの自我を保ち、まともに言語も話すなど、ハルクとの相違点も多い。後に両耳が鰭状となり、体表も一層半魚人に近いものへと変貌している。

### 能力
歴戦の兵士として銃火器の取り扱いや格闘戦能力をはじめとする高い戦闘技術を有しており、1度血清を投与された後には、前方を走っていた他の兵士たちを息一つ切らさずに軽く追い抜く走力と、ハルクの身長を跳び越えられるほどの跳躍力、通常では再起不能となる瀕死の重傷も僅か数日で全快するほどの回復力も得た。2度目の血清投与後には、右腕のみで成人男性を担ぎ上げられるほどの腕力も見せ、アボミネーションへと変身すると、通常の銃火器による攻撃及び大きなスクラップの直撃をものともしない筋力や、自動車などの重量物を持ち上げる怪力、変身前を大きく上回る跳躍と巨体を誇る敵をも蹴り飛ばす脚力など、全ての物理的な身体能力がハルクと同等、或いは一時的に上回れることもあるほど強力になり、持ち前の格闘戦能力と併せて、想像を絶するほどの戦闘能力を発揮する。

### 武装
SIG SAUER P226
“カルバー大学”での戦闘やサミュエル・スターンズへの脅迫に使用したハンドガン。
H&K MP5A3
ホッシーニャでの戦いで使用したサブマシンガン。
M4A1
カルバー大学での戦闘で、他の兵士が落としたものを拾って使用したライフル。
デフテック 40mm マルチランチャー
カルバー大学での戦闘で、他の兵士から借りて使用したグレネードランチャー。
閃光手榴弾
ホッシーニャの“ポルト・ヴェルデ”での戦闘で使用した手榴弾。

### 描写
『インクレディブル・ハルク』
本作でMCU初登場。
サディアス・ロスとジョー・グレラーによって“フォート・ジョンソン基地”に召集されると、精鋭揃いの特殊部隊の一員としてホッシーニャへ出動。現地に到着すると、ロスの指示でブルースの捕獲に乗り出し、彼との追跡劇の最中に、ブルースが変身したハルクと応戦して難を逃れるも、ハルクの力を目の当たりにして取り逃がした。ロスに部隊からの撤収を提言されるが、ブルース/ハルクに関心を示すようになり、彼の詳細と“スーパーソルジャー計画”にまつわる説明を聴かされると、ハルクとの再戦と同等の力を欲して、ロスの勧めで超人血清を筋肉の奥深くと骨髄の中心に投与されて超人兵士となる。
カルバー大学での再戦では新たに得たその力を活かしてハルクと戦い、“超音波砲”との連携で一時は追い詰めたが真っ当な戦果を挙げられず、相手を不用意に挑発して蹴り飛ばされたことで瀕死の重傷を負ってしまった。
だが血清の効果により数日で全快し、再び血清を投与されるも、これにより自身の脊椎が肥大化し、より強大な力を求めてしまうなど副作用が見られた。そしてロスらと共にハルクとの決着のために“グレイバーン大学”へ乗り込み、見つけたブルースを叩き続けて変身させようとするも、彼が体質を一時的に治療していたため叶わず、気絶させてしまった。しかしそこでブルースの血液サンプルが培養されていると知るや、培養したスターンズを尋問するキャスリーン・スパーを殴り倒し、スターンズを脅して自身に血液サンプルを投与させた。
その結果アボミネーションへと変貌し、ハルクを誘き寄せて決闘するためにハーレムで破壊の限りを尽くし、市民や挑んできた陸軍兵にも危害を加えてしまう。そこへ現れたハルクを兵隊上がりの格闘能力で翻弄し、一時は昏倒させるほどの激闘を繰り広げ、ロス父娘にも襲いかかって、巨大な鎖を振り回すなど猛威をふるい続けるが、怒りで更なる力を発揮したハルクに巨大な鎖で締め上げられて敗北。その身柄はロスに引き渡される。
『シャン・チー/テン・リングスの伝説』
本作では、シュー・シャーリンが経営する“ゴールデン・ダガーズ・クラブ”にアボミネーションの姿で登場。闘技場において、観衆たちの前でウォンと対戦するが、彼とは友好関係があるように描写される。
ウォンとの対戦では、圧倒的なパワーで優勢に立っていたように見えたが、ウォンが開いたゲートウェイによって自身を殴ってしまい敗北。対戦後、ウォンから飲み物を渡されて口にし、彼に捕縛設備らしき場所へ連れて行かれる。
『シー・ハルク:ザ・アトーニー』

マーベル・テレビジョン製作の『エージェント・オブ・シールド』シーズン1の第13話では、アラスカのバローにある“S.H.I.E.L.D.”の施設に収容されているとフィル・コールソンが言及している。

## その他のメディア

### テレビアニメ
- 『インクレディブル・ハルク』にブロンスキー/アボミネーションが登場し[27]、リチャード・モールが声をあてた。
- 『スーパーヒーロー・スクワッド・ショー』では、スティーヴン・ブルームが声をあてた[28]。ドクター・ドゥーム率いる“リーサル・リージョン”のメンバーであり、MODOKと共にチームのコミックリリーフを担った。
- 『アベンジャーズ 地球最強のヒーロー』ではロビン・アトキン・ダウンズが声をあて、エピソード『This Monster, This Hero』において、“キューブ”に投獄された[29]。その後、複数のエピソードでハルクやアベンジャーズと幾度となく戦った。また、『Lego Marvel Super Heroes: Maximum Overload』・『ハルク: スマッシュ・ヒーローズ』・『アルティメット・スパイダーマン』のエピソード『真のチャンピオン決定戦 パート1』・アニメ映画の『アイアンマン&ハルク:奇跡のタッグ』においても、ロビン・アトキン・ダウンズが声をあてた[30][31][32][33]
- 『ディスク・ウォーズ:アベンジャーズ』においての声優は、日本語版を高塚正也が、英語版をロビン・アトキン・ダウンズが担当した[30]。
- 『アベンジャーズ・アッセンブル』 のエピソード『過去の記憶』にも登場した[34]。

### ゲーム
- 1994年のゲーム『インクレディブル・ハルク』において、最初のレベルではボスキャラクターとして、他のすべてのレベルでは中ボスとして登場する。
- 『The Incredible Hulk: Ultimate Destruction』では、ラストボスと隠れキャラクターとして登場し、ロン・パールマンが声をあてた。本作でのブロンスキーは、NSAの支部である部門の管理するエージェントで、妻のナディアの卵巣がんを治療するためにブルース・バナーの研究を利用しようとする。しかしブロンスキーは、バナーのDNAのバイアルに感染し、ガンマ線にさらされ、ゲームの過程で徐々にアボミネーションに変貌。ハルクとの戦いでアボミネーションは、民間人を殺そうとダムを破壊したが失敗。それでもダムを壊し続けたアボミネーションは、迫り来る洪水の中で姿を消した。
- 2008年のゲーム『The Incredible Hulk』では、同年度公開の実写映画『インクレディブル・ハルク』とのタイインで、ティム・ロスが声をあてた。
- 『Marvel Super Hero Squad』と『Marvel Super Hero Squad: The Infinity Gauntlet』 では、スティーヴン・ブルームが声をあて、ボスキャラとして登場することに加え、PS3およびXbox 360限定のDLCを通じ、アンロック可能なキャラクターとして入手・プレイできる。

### 玩具
- Toy BizのHulk Classics最初のシリーズにおいて、アボミネーションがアクションフィギュアとして商品化された。
- 2006年のMarvel Legends Series 13においても、アボミネーションがフィギュアとして商品化された。
- 2008年5月にはMCU版のアボミネーションをモデルとしたアクションフィギュアが商品化された。
- 『Heroscape』のマーベル版にアボミネーションが駒として登場する。
- 2010年には、Marvel Selectからアボミネーションが61番目のアクションフィギュアとして商品化された。